# مارتن زاور
مارتن زاور (بالألمانية: Martin Sauer) مواليد (17 ديسمبر 1982، فريتسن–) مجدف ألماني أولمبي حاصل على عدة ميداليات أولمبية.

## وصلات خارجية
- مارتن زاور على موقع الاتحاد الدولي للتجديف (الإنجليزية)
- مارتن زاور على موقع اللجنة الأولمبية الدولية (الإنجليزية)
- مارتن زاور على موقع أوليمبيديا (الإنجليزية)
- مارتن زاور على موقع اللجنة الأولمبية الألمانية (الألمانية)